# George Wilson (calciatore 1892)
George Wilson (Kirkham, 13 gennaio 1892 – Blackpool, 25 novembre 1961) è stato un calciatore inglese, di ruolo difensore.

## Carriera

### Nazionale
Ha collezionato 12 presenze con la maglia della propria Nazionale.